# روي إدواردز
روي إدواردز (بالفرنسية: Roy Edwards)‏ (و. 1937 – 1999 م) هو لاعب هوكي الجليد كندي، ولد في هالديماند، أونتاريو، مركز لعبه هو حارس مرمى ‏، توفي في هاميلتون، عن عمر يناهز 62 عاماً.

## جوائز
حصل على جوائز منها:
- كأس ستانلي.

## روابط خارجية
- روي إدواردز على موقع دوري الهوكي الوطني (الإنجليزية)
- روي إدواردز على موقع قاعة مشاهير الهوكي (لاعب أن.إتش.أل) (الإنجليزية)
- روي إدواردز على موقع EliteProspects.com (الإنجليزية)
- روي إدواردز على موقع HockeyDB.com (الإنجليزية)
- روي إدواردز على موقع Hockey-Reference.com (الإنجليزية)